# Bombardópolis
Bombardópolis (en francés Bombardopolis y en criollo haitiano Bonbadopolis) es una comuna de Haití, que está situada en el distrito de Môle-Saint-Nicolas, del departamento de Noroeste.

## Historia
Fundada en 1764 por colonos alemanes, en marzo de 1794 derrotaron un intento de ocupación británica. Esto supuso que durante la Masacre de Haití de 1804 fueran unos de los pocos blancos (junto con los desertores polacos del ejército francés, médicos, naturalistas y sacerdotes) respetados en su exterminio por las órdenes de Jean-Jacques Dessalines.
Fue establecida como comuna en octubre de 1821, durante el gobierno de Jean-Pierre Boyer.

## Secciones
Está formado por las secciones de:
- Plate Forme (que abarca la villa de Bombardópolis)
- Les Forges
- Plaine d'Orange

## Demografía
| Gráfica de evolución demográfica de Bombardópolis entre 2009 y 2015 |
|                                                                     |

Los datos demográficos contemplados en este gráfico de la comuna de Bombardópolis son estimaciones que se han cogido de 2009 a 2015 de la página del Instituto Haitiano de Estadística e Informática (IHSI). 